# Kyle Roche
Kyle Roche ist ein amerikanischer Anwalt, der für seine Arbeit in Kryptowährungsprozessen bekannt ist.

## Frühes Leben und Ausbildung
Kyle Roche wuchs in einer Arbeiterfamilie in Buffalo, New York, auf. Er war das älteste von vier Geschwistern und teilte sich ein Schlafzimmer mit seinen geistig behinderten Zwillingsbrüdern. Durch diese Erziehung wurde ihm die Entschlossenheit eingeimpft, erfolgreich zu sein und für seine Familie zu sorgen. Roche besuchte die Purdue University für sein Grundstudium und arbeitete später als Unternehmensberater, bevor er sich an der Northwestern University Pritzker School of Law einschrieb. Während des Jurastudiums entwickelte er ein starkes Interesse an Kryptowährungen und erzielte mit Bitcoin-Investitionen einen beträchtlichen Gewinn, den er zur Bezahlung seiner Studiengebühren verwendete.

## Karriere
Roche begann seine juristische Karriere bei Boies Schiller Flexner, wo er schnell als Experte für Kryptowährungsrecht bekannt wurde. Seine Beteiligung an hochkarätigen Fällen, wie der Vertretung von Ira Kleiman gegen Craig Wright, der behauptete, der Erfinder von Bitcoin, Satoshi Nakamoto, zu sein, begründete seinen Ruf. Dieser Fall, bei dem es um die Klärung der Eigentumsverhältnisse an Bitcoin im Wert von Milliarden von Dollar ging, erregte große Aufmerksamkeit und unterstrich Roches Fähigkeiten bei der Bearbeitung komplexer Kryptowährungsstreitigkeiten.

### Gründung von Roche Freedman
Im Jahr 2019 gründete Roche gemeinsam mit Velvel Freedman, einem Kollegen von Boies Schiller Flexner, die Anwaltskanzlei Roche Freedman. Die Kanzlei machte Schlagzeilen, indem sie zahlreiche Sammelklagen gegen verschiedene Kryptowährungsunternehmen einreichte, in denen sie Wertpapierbetrug und andere Verstöße behauptete. Diese Klagen machten Roche zu einer bedeutenden Figur in Kryptowährungsprozessen und brachten ihm Lob und Kritik ein.

### Kontroversen und Niedergang
Im Januar 2022 nahm die Karriere von Roche eine dramatische Wendung. Nach einem Treffen in London mit den Geschäftsleuten Mauricio Andres Villavicencio de Aguilar und Christen Ager-Hanssen, bei dem letzterer Roche den Zeigefinger auf die Stirn drückte, geriet Roche in den Mittelpunkt eines Skandals. Im Sommer 2022 veröffentlichte die Website Cryptoleaks heimlich aufgenommene Videos von Roche. Die Videos zeigten Roche, wie er potenziell kompromittierende Aussagen über die Beziehung seiner Anwaltskanzlei zu Ava Labs, einem Kryptowährungsunternehmen, machte. Sie deuteten darauf hin, dass er Rechtsstreitigkeiten genutzt hatte, um die Interessen von Ava Labs Konkurrenten zu schädigen.
Roche behauptete, die Videos seien „illegal beschafft“ und „aus dem Zusammenhang gerissen“ worden, ohne dies jedoch beweisen zu können. Mehrere von Roche Freedman verklagte Unternehmen beantragten, die Kanzlei von ihren Fällen auszuschließen, was zum Rücktritt von Roche aus der von ihm gegründeten Kanzlei führte.
Roche wurde wegen seiner Äußerungen in den durchgesickerten Videos heftig kritisiert, die viele als Beweis für unethisches Verhalten und Interessenkonflikte interpretierten. Ihm wurde vorgeworfen, Rechtsstreitigkeiten zu nutzen, um die Interessen eines einzigen Mandanten, Ava Labs, auf Kosten anderer Mandanten und des Rechtssystems im Allgemeinen zu vertreten. Diese Wahrnehmung von unangemessenem Verhalten schadete seinem Ruf erheblich und führte zu weit verbreiteten Disqualifikationen von Roche Freedman.

## Schriften
- John McGinnis, Kyle Roche: Bitcoin: Order without Law in the Digital Age. Northwestern Public Law Research Paper No. 17-06, 17. März 2017